# The Movies
The Movies es un videojuego de simulación económica (tycoon) creado por Lionhead Studios para Microsoft Windows, y posteriormente lanzado Mac OS X de Apple por Feral Interactive. Fue puesto a la venta el 8 de noviembre de 2005 en Estados Unidos, y el 11 de noviembre de 2005 en Europa.
Originalmente se planearon versiones para PlayStation 2 y Xbox, pero se cancelaron. Se desconoce la razón por la que estas versiones fueron canceladas. 
El juego permite a los jugadores asumir el papel de un magnate de Hollywood, tomar decisiones sobre su propio estudio y crear películas. Se ha hablado mucho sobre la mecánica de creación cinematográfica, ya que facilita la producción de obras cinematográficas dentro del juego. Es similar a otros títulos centrados en la producción de películas, como Stunt Island (1990), Charlie Chaplin (1988) y 3D Movie Maker (1996). 
El 6 de junio de 2006, el primero, y hasta la fecha, la única expansión salió a la venta, The Movies: Stunts and Effects. Esta expansión añadió una serie de nuevas características, entre las que se encuentra dobles, y efectos especiales, así como la capacidad para designar los ángulos de cámara. 
Este juego también está disponible para Mac. La versión para Mac fue publicada por Feral Interactive y desarrollada por Robosoft Technologies. Esta ha ganado el premio de Mejor Videojuego de Simulación en la Academia Británica de las Artes Cinematográficas y de la Televisión.

## Historia
La producción de The Movies empezó a finales de 2001 en Lionhead Studios. La idea comenzó cuando Peter Molyneux y algunos otros ejecutivos de Lionhead Studios sale una nueva idea para un juego de simulación inspirado en la década de los 1990. Sin embargo, la idea era crear un mundo más diverso y vivo en cuanto a la estrategia. Dándole la oportunidad a los jugadores de crear su propio estudio de cine, una característica que Hollywood Mogul (juego de simulación de 1997) no incluía. Se anunció la idea en abril de 2002 en el E3 2002. La reacción de los fanes fue tremenda, el stand de este juego fue uno de los más visitados en el E3 de ese año y muchas empresas querían para distribuir el juego. Lionhead Studios finalmente optó por Activision. El juego tomó casi 4 años en hacerse debido a los diversos cambios en el motor gráfico durante la producción. Finalmente fue puesto a la venta para Microsoft Windows en noviembre de 2005. 
El juego originalmente iba a ser lanzado para PlayStation 2, GameCube, y Xbox, pero el desarrollo de los puertos de las consolas se detuvo inmediatamente antes de la adquisición de Lionhead por Microsoft. El juego fue cancelado oficialmente el 7 de febrero de 2006. Pobre de ventas fue la razón citada para la cancelación. 
El 8 de febrero de 2006, Lionhead Studios anunció que la versión para consolas, puede aún ser puesto a la venta. Algunos rumores han insinuado que en caso de que el juego sea publicado para consolas, es posible que salga a la venta para la próxima generación de consolas: Wii, PlayStation 3 y Xbox 360.
En octubre de 2006, Macintosh por la versión de Feral Interactive ganó un premio Premio BAFTA por el mejor juego de simulación de 2006. En la versión de Macintosh se añadido una serie de características adicionales que no están disponibles en la versión original de PC. El juego también fue nominado en la categoría de banda sonora, a pesar de que no ganó.

## El juego
En The Movies, los jugadores tienen la oportunidad de dirigir sus propios estudios cinematográficos. El juego se puede dividir en tres áreas principales - el diseño de los estudios cinematográficos, la creación de la carrera de las estrellas de cine, y el cine. Es posible centrarse en cualquiera de las zonas que atraen más, y dedicar menos tiempo a otras cosas. 
El juego se desarrolla a través de la partida de nacimiento del cine hasta la actualidad y en un futuro próximo, con toda la tecnología y los históricos avances que se producen a lo largo de ese tiempo. Después de que las películas se han hecho, que se pueden reproducir para que el espectador pueda verlas. Es posible una vez que la película este hecha, los jugadores podrán añadir voz, subtítulos y música en posproducción. La película puede ser exportada y compartida o subida a en The Movies en línea para que todo el mundo la pueda ver. 

### Personal
Los dos tipos más importantes de personal en el juego son los actores y directores, a los que se hace referencia como "estrellas" en el juego. Con el fin de mantener estrellas con un ánimo positivo, el jugador tendrá que darles un sueldo de estrellas que ellos consideren satisfactorios (en relación con su éxito), una imagen que las estrellas consideren decente, un tráiler (casa móvil) de buena calidad, entre otras cosas. Estrellas también pueden aburrirse o estresarse, dependiendo de la cantidad de películas que el jugador le asigne. Cada estrella tiene diferentes umbrales con respecto al aburrimiento o el estrés. En caso de obtener mucho estrés las estrellas, pueden recurrir al alcoholismo o a comer en exceso . 
Los actores juegan un papel muy importante en The Movies. Un actor con respecto a la edad y físico afecta a la calidad de las películas. Actores viejos son adecuados para las funciones de horror, más joven, más guapo son actores más adecuados para películas de romance, de 30 años de edad son los actores adecuados para los papeles de acción, y los actores de más edad son adecuadas para la comedia funciones. Todos los actores y directores se jubilarán a la edad de 70 años. 
Todas las películas requieren para llevar a cabo un proceso de filmación. Primeras películas solo requieren un operador de cámara, pero las películas más avanzados requieren operadores de micrófono, controladores de iluminación y otros miembros de la tripulación. 
Otros agentes incluyen extra (que puede ser promovido a la condición de estrella si son lo suficientemente buenos), porteros, científicos (para la investigación y desarrollo de las películas y estudio), guionistas, y Equipo de rodaje.

### El estudio
El estudio es donde se construyen los edificios. Con el fin de aumentar el prestigio del estudio, este debe ser limpio, libre de basura, bien establecido y con zonas de césped, árboles y decoración. Los edificios también deben ser comunicados entre sí por caminos. Edificios deben evitar la decadencia, para que no disminuya la calidad de las películas que fueron rodadas en ellos. Finalmente se convertirán en inservibles si no reciben el mantenimiento o la reparación adecuada por su personal. 
Los cuatro primeros estudios rivales con los que tu estudio competirá son los siguientes: 
- Maxipack Worldwide (fundado entre 1898 y 1902)
- Lionear Productions (una parodia de Lionhead Studios) (fundado entre 1904 y 1908)
- Creamboat Creations (fundado entre 1900 y 1912)
- Old Rope Cinema (una parodia de Time Warner propiedad New Line Cinema) (fundada entre 1914 y 1918)

Más adelante en el juego se fundan cinco nuevos estudios: 
- Rigormortis Movies (fundado entre 1937 y 1941)
- Gusset Entertainment (fundado entre 1947 y 1951)
- Cletus' Shotgun Cinema (fundado entre 1957 y 1961)
- Boney Studios (parodia de Sony Pictures Entertainment) (fundada entre 1965 y 1969)
- Booboo & Dingo Films (fundado entre 1971 y 2000)

No hay otros estudios abiertos después de 2000. 

### Películas
No hay límite de longitud de película. El promedio de longitud de película es entre 30 segundos y 3 minutos, pero el usuario puede crear películas, siempre y cuando presupuesto lo permitiría (aunque a 10 minutos de cine podrían requerir más de 20 años de filmación en el juego).
Una vez que los actores, extras, el director y la tripulación son asignados a una película, la producción empieza, con todo el personal de la película entre los conjuntos de viajar para filmar la película. 
Una película puede ser uno de los cinco géneros: acción, comedia, terror, romance o ciencia ficción. 
El principal efecto que ha género elección real es que los acontecimientos mundiales afectan a la popularidad de los diferentes géneros. (La guerra de Vietnam disminuye popularidad de acción, la Space Race aumenta la popularidad de la ciencia ficción, Segunda Guerra Mundial disminuye la popularidad de horror, después de la guerra aumenta la popularidad de horror , Y la Gran Depresión aumenta la popularidad de la comedia).

### Guiones
Los jugadores pueden escoger un guion proporcionado por los escritores del estudio o escribir el suyo propio.
Para los guiones escritos previamente, el jugador contrata a un escritor en la Oficina Guiones para hacer uno. Múltiples escritores pueden colaborar en un único guion con el fin de escribir lo más rápido posible. Una serie de actualizaciones, que son desbloqueados para estudio ganador de premios, permitirá al jugador construir oficinas de guiones de mayor calidad, que aumente el límite máximo que un guion puede obtener en valoración (1 estrella a 4 estrellas). 
La capacidad de escribir su propio guion está habilitada después de desbloquear la oficina de guiones personalizados, que es desbloqueada al ganar un premio. Es limitado en términos de calidad a lo más alto de lo que una oficina de guiones pueden producir. Para cada escena, el jugador escoge un decorado de escena y, a continuación, la acción que se producirán durante la escena (por ejemplo: «Sala 1: entrada de Miedo ). Los actores y sus trajes se pueden elegir fácilmente así como también los extras asignados estados y de ánimo, luz y clima entre otros. El jugador puede elegir tener una estructura de guion prediseñada por el juego para ellos (por ejemplo, Introducción, persecución, el conflicto, resolución) o "estructura libre", donde no hay directrices.

### Sets o decorados
Los sets o decorados (como se le llama en el juego) son las construcciones en el estudio que se usan cuando el elenco y equipo de rodaje están listos para filmar las películas. Los decorados están divididos en categorías, como zona urbana, salvaje oeste/occidental y rural. Diferentes escenas tienen diferentes acciones disponibles (en un bar podrían figurar las medidas relacionadas con el romance, mientras que una calle se ofrecen varias acciones como conducir un automóvil). 
Los decorados se pueden utilizar para la práctica de un género y aumentar la experiencia. Por ejemplo, la práctica de un actor en el decorado de nave espacial aumentará su conocimiento de ciencia ficción, con lo que mejoraría su actuación en las películas de ciencia ficción que éste realice.
Existen varias páginas donde poder descargar mods de sets (decorados), props, etc. para adornar tus películas a cualquier época, ciudad, etc. Una de las páginas más destacadas donde encontrar estos decorados para descargar es el foro www.themoviescinema.com donde encontrarás además de muchas descargas, concursos, ayuda técnica, etc, sobre el juego The Movies, y en activo aún en 2018.

### Posproducción y marketing
Una vez que se ha terminado la producción, la película sufre la posproducción, en donde se le coloca la música, efectos de sonido, subtítulos, Discurso y los títulos que se puede agregar a la película. Los recortes y los cambios que también se hace a la duración y el orden de las escenas, lo que hace que el editar la película sea más fácil. 
El juego permite el lip-synching, la adecuación de la voz a los actores. Sin embargo, esto solo funciona para ficheros cortos de sonido, y solo muestra los movimientos básicos de los labios. 
Una vez que la película se ha completado, puede ser guardada en otro formato de archivo para transferir a otros usuarios con pc's , o WMV formato para compartir en línea.
Una vez que se haya alcanzado el Nivel 3 en el modo historia, la oficina de publicidad y marketing estará disponible. Esto permite a los agentes a mantener y organizar las ventas para la película. Una vez que la oficina de publicidad se construye, los jugadores pueden escoger un presupuesto publicitario para cuando se venda una película. Una gran película de publicidad puede hacer mucho más dinero, pero usando demasiado la publicidad puede dar lugar a que la película sea "más expuesta". Para obtener mejores resultados, asegúrese de ajustar su presupuesto publicitario con la calidad de la película.

### Tecnología
El juego comienza en 1920 y continúa indefinidamente. Como resultado, a principios de las películas están en monocromo y sin sonido, mientras que las películas modernas tienen sonido digital y las imágenes generadas por ordenador. Inventar estas innovaciones antes que los estudios rivales pueden aumentar la calidad de sus películas, pero la contratación de más investigadores pueden costar más que los ingresos adicionales de los avances a proporcionar.

## Premiere Edition
La Premiere Edition ("edición premiere") de The Movies contiene los siguientes contenidos adicionales: 
- Una banda sonora que contiene la música del videojuego. Este CD es compatible con los dispositivos de audio.
- Marketing videos
- Artwork conceptual

## The Movies Online
The Movies Online es el portal en línea de The Movie. Así como su propia sección en la general Lionhead foros, T.M.O. permite a los jugadores subir sus propias películas a la Internet para que otros la puedan examinar y criticar. Los comentarios permiten a los usuarios calificar las películas con tasa de 1 a 5 estrellas, así como dejar un comentario. Los comentarios son opcionales. Se puede colocar la película en una de cinco categorías diferentes. Romance, Acción, Comedia, Horror, y la ciencia ficción. Horror y comedia son los dos más populares, seguido de Ciencia Ficción, Acción, y Romance. Esto se traduce en créditos virtuales (VCs), una forma de moneda virtual que se utiliza para comprar nuevos objetos, trajes, conjuntos y para anunciarse en línea de películas. 
Después de que The Movies: Stunts & Effects fue puesto a la venta, T.M.O ha sido renovado por comlpleto. Las nuevas características de TMO eran una nueva forma de publicitar sus películas para el público en general, utilizando carteles de películas. Carteles de películas pueden ser colocadas en la película como póster principal lugar en la portada de solo 1000 VC. Los carteles se muestra al azar.
Muchos miembros de la comunidad de TMO exigen VCs para entrar en las competiciones. Aunque los VCs son abundantes, y cada día casi todos los miembros tienen más de 5000 CVs, VCs en competiciones ofrecen una diversión, el camino libre para ganar dinero falso. También hay un Mercado de Valores no oficial TMO VCs que utiliza en películas y estudios como un verdadero mercado de valores. 
Cada semana, Lionhead recogerá seis películas a para que estas aparecescan en la página principal de TMO. Estas películas pueden ser presentadas a los sitios de fanes, que por lo general el contacto Lionhead en el que se designen para películas de Hot Picks. Hot Picks son una forma muy efectiva de llamar a la gente a ver la película y ganar VCs.

## Pack de expansión
The Movies: Stunts & Effects es el primer pack de expansión para The Movies fue puesto a la venta en junio de 2006. Añade trucos, dobles de los hombres, los nuevos decorados y trajes para el juego. Los cambios a incluir son un modo nuevo de juego que es la libre posición de la cámara, la capacidad de contratar y superponer especialistas que pueden ser utilizados en reproductores de películas. 

## Banda sonora
Si bien en el videojuego ya hay una estación de radio de juego llamado KMVS. Para cada época cultural significativa. En esta expansión hay un nuevo DJ con una personalidad distinta y se manifiesta a favor género de la música. El cambio en la música es el siguiente: 
- 1920 y 1930: Jazz
- 1940: Jazz Swing y guerra temáticas Música.
- 1950 y 1960: Rock Clásico
- 1970: Disco y Rock Arena
- 1980: música urbana, Rock Arena, New Wave y Hip Hop
- 1990: Grunge y rock americano
- 2000: Pop

En determinados momentos se produzcan acontecimientos de interés periodístico (y se lee sobre KMVS, pero no por el actual DJ). Hay dos emisiones para cada caso: una predicción, que se produce por lo general un par de años antes de que el evento real, y un real boletín). Este es generalmente el cambio de género de los intereses de la opinión pública después de que ocurren. 
Aunque los acontecimientos se pueden leer por separado en la línea de tiempo, las emisiones de la KMVS suelen ser parodias, o exageraciones del evento o dictámenes en el momento de los eventos (por ejemplo, cuando las transmisiones de noticias acerca de la computadora llegan, Afirman con optimismo que por 2050 5000, es decir, y de las distintas emisiones Red Scare afirmación de que el comunismo es literalmente un virus y la infección en el famoso robo de banco Bonnie Parker y Clyde Barrows, sus nombres en la prensa se transformó en Bernice y Claude). Hay un elemento de política sátira dentro de estas emisiones, así como, los logros y las creencias de los países opuestos a Estados Unidos suelen ser burlado o condenado por esos organismos de radiodifusión, mientras que las políticas similares de América suelen ser de todo corazón alabado.